# Parafia Niepokalanego Serca Najświętszej Maryi Panny w Szczecinie-Stołczynie
Parafia pod wezwaniem Niepokalanego Serca Najświętszej Maryi Panny w Szczecinie-Stołczynie – parafia rzymskokatolicka należąca do dekanat Szczecin-Żelechowo, archidiecezji szczecińsko-kamieńskiej, metropolii szczecińsko-kamieńskiej. Została erygowana w 1951 r. Siedziba parafii mieści się w Szczecinie przy ulicy Kościelnej.

## Historia
Zasugerowano, aby wydzielić z tego artykułu fragmenty do artykułu Kościół Niepokalanego Serca Najświętszej Marii Panny w Szczecinie.
W XIII w. ziemie w Stołczynie były przedmiotem nadań na rzecz klasztoru cysterek. Sugeruje się, że już wówczas, w tym samym miejscu, gdzie stoi współcześnie kościół, została wybudowana pierwsza świątynia. Była to prawdopodobnie budowla drewniana, w konstrukcji szkieletowej. Obecna, późnogotycka bryła, to efekt budowy XV-wiecznej.
W wyniku Reformacji w XVI w. kościół pierwotnie katolicki stał się świątynią ewangelicką. Znane są nazwiska dziesięciu ewangelickich pastorów z okresu XVII-XX w.
- Martinus Spiegel (1670-1688)
- Balthasar Gerschow (1688-1703)
- Heinrich Splitt Stralsundensis (1703-1705)
- Heinrich Richard Stralsundensis (1705-1745)
- Karl Christian Immanuel Steinbrück
- August Emil Herrmann Steinbrück
- Pastor Hartig (1879-1904)
- Pastor Leopold (1904-1928)
- Pastor Gerhard Wilde (1931-1940)
- Pastor M. Lippold (1942-1495)

Po II Wojnie Światowej kościół został poświęcony ponownie 23 czerwca 1946 r. stając się teraz kościołem rzymskokatolickim. Pierwszym administratorem parafii na Stołczynie został mianowany 1 sierpnia 1946 r. ks. Henryk Domalewski. Parafię pod wezwaniem Niepokalanego Serca Najświętszej Maryi Panny oficjalnie utworzono 1 czerwca 1951 r. Należały do niej trzy kościoły - w Stołczynie, Skolwinie i Przęsocinie. W 1957 r. z parafii stołczyńskiej została wydzielona parafia Skolwin.
Kolejni polscy proboszczowie, z pomocą parafian, sukcesywnie remontowali kościół, dbając zarówno o jego zabytkowa strukturę budowlaną, jak i komfort aktualnych użytkowników świątyni. Ks. Józef Pochoda-Rogowski (1954-1957) wykonał remonty bieżące. Ks. Andrzej Glapiński (1957-1980), najdłużej sprawujący posługę na Stołczynie proboszcz, odnowił wnętrze kościoła i wykonał szereg innych prac. Za jego kadencji dobudowana została większa zakrystia, w 1960 r. wierni ufundowali witraże, a latach 1980-81 renowacji uległy ołtarz i ambona. Kolejny proboszcz, ks. Bronisław Janowski (1980-1983) przysłużył się kościołowi na Stołczynie dokonując regotycyzacji bryły świątyni. W 1982 r. odsłonięte zostały liczne blendy oraz gotycki portal wejściowy w osi głównej świątyni. Ponadto odnowiono też całe wnętrze kościoła oraz uporządkowano cmentarz wokół kościoła parafialnego. Proboszcz ks. dr Ryszard Ziomek (1983-1988) z kolei skupił się na budowie domu katechetycznego, obecnego domu Sióstr Uczennic Krzyża, które przybyły do parafii w 1989 r. Zadanie to zostało ukończone w pełni dopiero przez ks. Józefa Cyrulika (1988-2002).
1 stycznia 2001 r. miał miejsce kolejny podział parafii. Nowa parafia p.w. Św. Siostry Faustyny Kowalskiej została wydzielona z parafii Szczecin-Stołczyn i części parafii Szczecin-Golęcino. Po tym wydarzeniu parafię na Stołczynie objął nowy proboszcz, ks. Stanisław Czubak (2002-2016). Wyzwaniem dla niego była konieczność przeprowadzenia gruntownego remontu i zabezpieczenia bryły kościoła, w związku z zaobserwowanym pękaniem i osuwaniem się wschodniej ściany budowli. Wymagało to złożonych i czasochłonnych prac budowlanych, po których kościół zyskał nowy blask.
Od 2016 r. proboszczem jest ks. Stanisław Drewicz.